# 寒河江公園

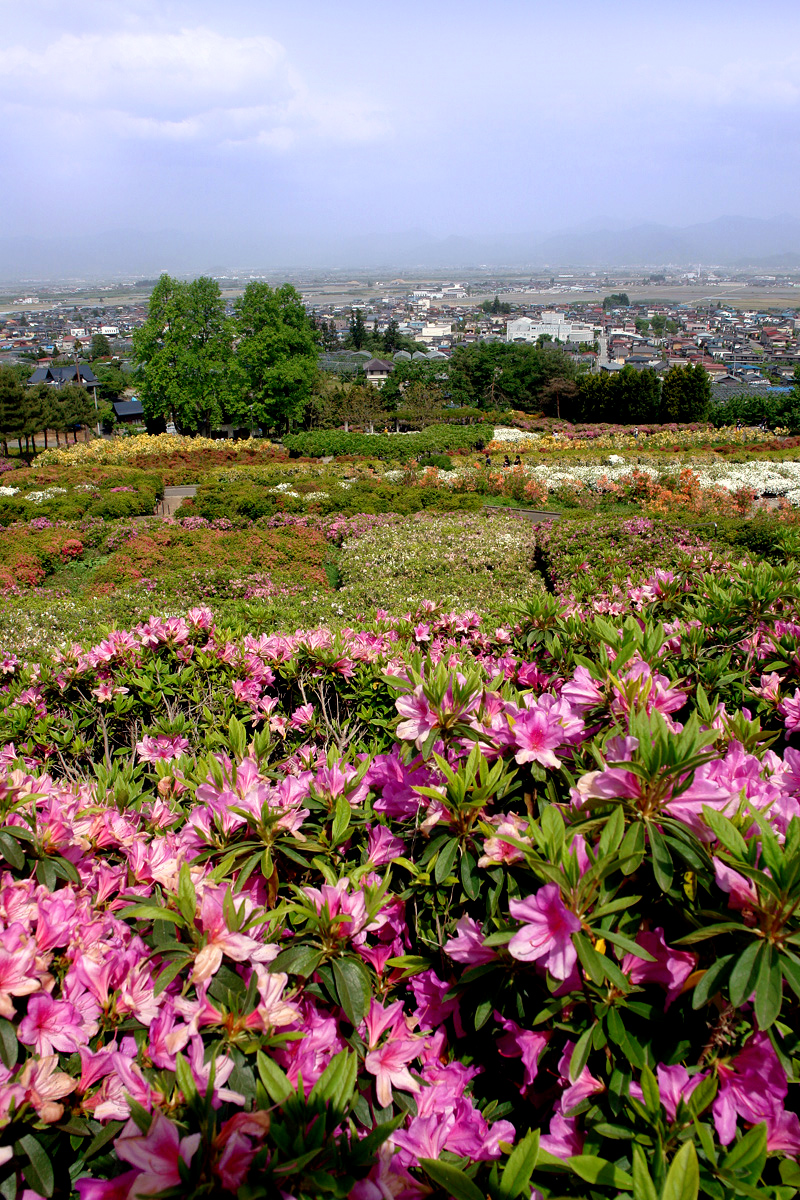
長岡山躑躅園（寒河江公園）

寒河江公園（さがえこうえん）は、山形県寒河江市にある公園である。

## 概要

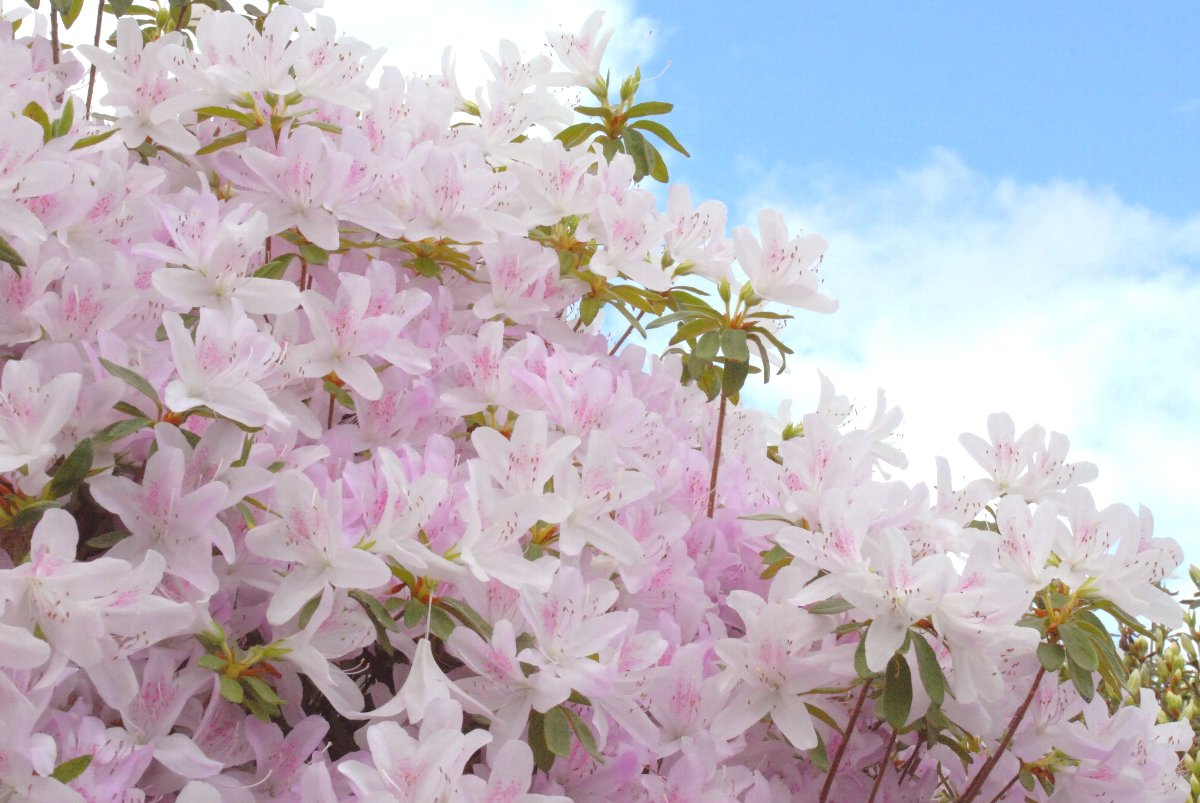
ピンクのつつじ

1976年4月に開園。標高160.2mほどの長岡山にある。入園は無料。近くには山形県立寒河江高等学校、寒河江八幡宮がある。
広さは33.1ヘクタールで、さまざまな施設が公園内にある。
- つつじ園
- さくらの丘
- 陸上競技場 - 300m、6コース
- 市営野球場 - センター120m両翼100m、収容人数2,500名
- 旧西村山郡役所（寒河江市郷土館） - 県指定文化財
- 旧西村山郡会議事堂 - 県指定文化財
- 長岡民生局跡

5月上旬～5月下旬に見頃を迎える東北最大規模のつつじ園が見物で、オオムラサキツツジ、レンゲツツジ、キレンゲツツジ、ベニキリシマツツジ、ヒノデツツジ、キリシマツツジ、リュウキュウツツジ、クルメツツジ、ヤマツツジの9種類、約4万株が咲く。桜のシーズンには約200本ほどの桜並木も見物である。
標高が高い位置にある公園である為、公園からは寒河江市街を一望できる。
2013年、寒河江市による再整備計画素案が発表され、花咲か山をコンセプトに市民に愛される公園づくりとし、つつじ園、歴史とさくらの丘、広葉樹林が広がる花木林、歴史景観を維持するアカマツ林、多目的運動広場、青空広場の6つのゾーンに分け、2025年までに順次整備を行うことを予定している。訪れる人が少なくなった理由の1つという公園周辺のアクセス道も改善する。

## 駐車場
- あり（無料）
  - 現在駐車場不足が懸念されており、再整備計画素案で駐車場を3つに分散し、陸上競技場も臨時駐車場に使用できるように整備する予定であることが発表されている。

## 寒河江公園を舞台とした作品
- 櫻の園（2008年） - 公園周辺でロケが行われた[2]。